# Małgorzata Grela
Małgorzata Grela – polska śpiewaczka operowa (sopran) i pedagog.
Absolwentka Wydziału Wokalno-Aktorskiego Akademii Muzycznej im. Feliksa Nowowiejskiego w Bydgoszczy (klasa Ireny Maculewicz-Żejmo, dyplom z wyróżnieniem w 1993). Solistka Opery Nova w Bydgoszczy (od 1993), współpracowała z Operą Krakowską, Operą i Operetką w Szczecinie, Teatrem Muzycznym w Lublinie. Profesor sztuk muzycznych (2019). W latach 2012–2020 dziekan Wydziału Wokalno-Aktorskiego Akademii Muzycznej w Bydgoszczy. 24 listopada 2018 spektaklem Hrabina Marica Małgorzata Grela świętowała jubileusz 25-lecia pracy artystycznej w bydgoskiej operze. Tego dnia została odznaczona Brązowym Medalem „Zasłużony Kulturze Gloria Artis” przyznawanym przez Ministra Kultury i Dziedzictwa Narodowego.